# Vilkjärvi
Vilkjärvi är en sjö i Finland. Den ligger i kommunen Villmanstrand i landskapet Södra Karelen, i den södra delen av landet, 190 km nordost om huvudstaden Helsingfors. Vilkjärvi ligger 74 meter över havet. I omgivningarna runt Vilkjärvi växer i huvudsak blandskog. Arean är 1,01 kvadratkilometer och strandlinjen är 6,21 kilometer lång. Sjön  ingår i Vilajokis huvudavrinningsområde. 